# قانون رزا پارکس
قانون رزا پارکس (انگلیسی: Rosa Parks Act) قانونی است که در ۱۸ آوریل ۲۰۰۶ در مجلس قانون‌گذاری ایالت آلاباما تصویب شد تا به کسانی که در جریان نافرمانی مدنی استفاده نکردن از اتوبوس‌های شهر مونتگمری شرکت داشتند، از جمله رزا پارکس (پس از مرگش)، اجازه دهد تا سوابق دستگیری‌شان در این مورد، پاک شود. مجلس آلاباما، قانون را به‌اتفاق آراء تصویب کرد اما سه سناتور در مجلس سنای آلاباما با آن مخالفت کردند. این قانون در ۲۸ آوریل ۲۰۰۶ توسط فرماندار آلاباما، باب رایلی امضاء شد.